# Кочанув
Кочанув (пол. Koczanów) — село в Польщі, у гміні Прошовиці Прошовицького повіту Малопольського воєводства.
Населення — 283 особи (2011).
У 1975-1998 роках село належало до Краківського воєводства.

## Демографія
Демографічна структура станом на 31 березня 2011 року:
|          | Загалом | Допрацездатний вік | Працездатний вік | Постпрацездатний вік |
| -------- | ------- | ------------------ | ---------------- | -------------------- |
| Чоловіки | 148     | 27                 | 99               | 22                   |
| Жінки    | 135     | 25                 | 77               | 33                   |
| Разом    | 283     | 52                 | 176              | 55                   |